# Emil Audero
Emilio Audero Mulyadi (Mataram, 1997. január 18. –) indonéz születésű olasz korosztályos válogatott labdarúgó, az UC Sampdoria játékosa, de kölcsönben az Internazionale csapatában szerepel.

## Pályafutása

### Klubcsapatokban
2008-ban került a Juventus Primavera-csapatához, 62 alkalommal lépett pályára, és 20-szor kapott gól nélkül hozta le a mérkőzést. 2017. május 27-én debütált a bajnokságban a Bologna ellen. A 2017–18-as szezonra a Filippo Inzaghi vezette Venezia vette kölcsön az olasz játékost egy év erejéig. Ezen idő alatt 39 mérkőzésen állt a kapuban és összesen 14 összecsapáson nem kapott gólt. A Juventus a 2018–19-es szezonra a Sampdoria együtteséhez adta kölcsön, opciós joggal. 2019. február 26-án a klub élt a vételi opciójával.

### A válogatottban
Válogatott szinten az U15-től kezdve, az U21-ig minden korosztályos olasz nemzeti csapatban pályára lépett tétmeccsen. Részt vett a 2013-as U17-es labdarúgó-Európa-bajnokságon és a 2013-as U17-es labdarúgó-világbajnokságon. Tagja volt a 2019-es U21-es labdarúgó-Európa-bajnokságon szereplő válogatottnak.

## Sikerei, díjai

### Klub
- Juventus
  - Seria A: 2016–17

### Válogatott
- Olaszország U17
  - U17-es labdarúgó-Európa-bajnokság ezüstérmes: 2013